# 深圳大学深圳南特金融科技学院
深圳大学金融科技学院，即深圳大学深圳南特金融科技学院（深圳大学微众银行金融科技学院），成立于2016年9月，是由深圳大学分别与南特高等商学院、微众银行合作建立的金融科技学院，打造国际化的金融科技精英人才培养基地。

## 历史沿革
- 2014年，9月，深圳大学开始筹建深圳国际商学院[2]。
- 2016年，6月，深圳大学与南特高等商学院举行签约仪式[3]；9月，深圳南特商学院揭牌成立[4]。
- 2017年，9月，首届17名全日制硕士新生开学[5]；11月，通过英国工商管理硕士协会AMBA认证[6]。
- 2018年，6月，与深圳大学高等研究院合作创办金融科技本科实验班[7]；10月，与微众银行共同创办深大-微众金融科技研究院[8]。
- 2019年，6月，金融科技本科实验班由金融科技学院独立管理；10月，与微众银行共同组建深圳大学微众银行金融科技学院[9]。
- 2020年，3月，获批金融科技本科专业[10]；与南特高等商学院合作举办的金融科技与风险控制理学硕士项目入选教育部中外合作办学项目[11]；12月，入选广东省第二批示范性产业学院[12]。
- 2021年，7月，与深圳市福田区人民政府共建深圳国际金融科技研究院[13]。
- 2022年，4月，教育部获批设立深圳大学深圳南特金融科技学院，开展本科学历教育及外国硕士学位教育[14][15]。
- 2023年，2月，深圳香蜜湖国际金融科技研究院揭牌成立[16]。
- 2024年，11月，经济学与商学成为深圳大学第二十个进入ESI全球排名前1%的学科。

## 管理机构

### 深圳南特金融科技学院理事会
理事会是学院的最高决策组织，主要工作包括制定学院发展规划、管理规程、财政预算和进行高层管理人员任命等。理事会由深圳大学代表和法国南特高等商学院代表组成，由理事长主持理事会工作，每年召开2次例会。

### 微众银行金融科技学院理事会
理事会是学院的最高决策组织，主要职责是审定学院高层管理人员任命、发展规划、管理规程、重大工作安排、财务预决算等事项以及监督管理层执行理事会决议等。理事会成员由深圳大学代表和微众银行代表组成，由理事长主持理事会工作，理事会每年举行1次例会。

### 学院管理团队
| 管理团队         | 管理团队     |
| ---------------- | ------------ |
| 院长             | 陈海强       |
| 党委书记         | 刘海山       |
| 行政副院长       | 古维         |
| 党委副书记       | 娄卓男       |
| 科研副院长       | 葛锐         |
| 法方副院长       | Desi Schmitt |
| 微众银行方副院长 | 殷小永       |
| 教学副院长       | 祁涵         |
| 院长助理         | 王立雯       |

## 专业设置

原深圳南特商学院院徽

微众银行金融科技学院是深圳大学与微众银行共建的金融科技学院，开设全日制本科、硕士课程以及博士课程；深圳南特金融科技学院为教育部批准的非独立法人中外合作办学机构，并开展本科学历教育及外国硕士学位教育；二者授予的学历学位证书稍有不同。
截至2022年5月，深圳南特金融科技学院（微众银行金融科技学院）专业设置如下：
| 学院名称             | 办学层次       | 专业名称                                           | 学历学位                                                |
| -------------------- | -------------- | -------------------------------------------------- | ------------------------------------------------------- |
| 微众银行金融科技学院 | 本科           | 金融科技                                           | 深圳大学学士学历学位证书                                |
| 微众银行金融科技学院 | 统考全日制硕士 | 管理科学与工程（学术学位，金融科技与商务分析方向） | 深圳大学硕士学历学位证书                                |
| 微众银行金融科技学院 | 统考全日制硕士 | 人工智能（金融）（专业学位）                       | 深圳大学硕士学历学位证书                                |
| 深圳南特金融科技学院 | 本科           | 金融科技                                           | 深圳大学学士学历学位证书 法国南特高等商学院学士学位证书 |
| 深圳南特金融科技学院 | 本科           | 大数据应用与管理                                   | 深圳大学学士学历学位证书 法国南特高等商学院学士学位证书 |
| 深圳南特金融科技学院 | 本科           | 区块链信息管理与信息系统                           | 深圳大学学士学历学位证书 法国南特高等商学院学士学位证书 |
| 深圳南特金融科技学院 | 中外合作硕士   | 金融科技与风险控制                                 | 法国南特高等商学院硕士学位证书                          |